# Aromatisk slemtryffel
Aromatisk slemtryffel (Melanogaster broome(i)anus) är en svampart som tillhör divisionen basidiesvampar, och som beskrevs av Miles Joseph Berkeley, Louis René Tulasne och Charles Tulasne. Aromatisk slemtryffel ingår i släktet Melanogaster, och familjen slemtryfflar. Enligt den finländska rödlistan är arten akut hotad i Finland. Arten är reproducerande i Sverige. Artens livsmiljö är torr eller mesisk örtrik skog.